# Raïon du Khanka
Le raïon du Khanka (en russe : Ханка́йский райо́н, Khankaïski raïon) est une subdivision administrative (raïon) et une municipalité (okroug municipal) du kraï du Primorié en Russie. Situé en Extrême-Orient russe dans le kraï de l'Oussouri, il se situe dans la plaine du Khanka dans le centre du Primorié, et il est frontalier de de la Chine. Son centre administratif est le village de Kamen-Rybolov, et il compte en tout 25 localités. Sa population s'élevait à 17 419 habitants en 2023.

## Géographie

### Situation
Le raïon du Khanka est situé dans le kraï du Primorié, sujet le plus au sud de l'Extrême-Orient russe, en Mandchourie-Extérieure. Le raïon, qui se trouve à l'ouest du kraï du Primorié, a une superficie de 2 689,01 km2. La zone est située dans la plaine du Khanka, avec un relief plat qui permet l'agriculture. Il est baigné par le plus grand lac de Mandchourie et d'Extrême-Orient, le lac Khanka. D'ailleurs, une partie de la réserve naturelle du Khanka, une zapovednik, se trouve dans le raïon.

Le territoire du raïon s'étend du sud au nord sur 95 km, d'est en ouest sur 40 à 50 km. Il est frontalier au nord et à l'ouest de la province du Heilongjiang en Chine, au sud-ouest du raïon de Pogranitchny, au sud du raïon de Khorol et à l'est du lac Khanka. Les frontières terrestres sont longues de 252 km, la frontière lacustre est elle longue de 138 km. Parmi l'ensemble de ces frontières, 92,6 km constituent une partie de la frontière avec la Chine.

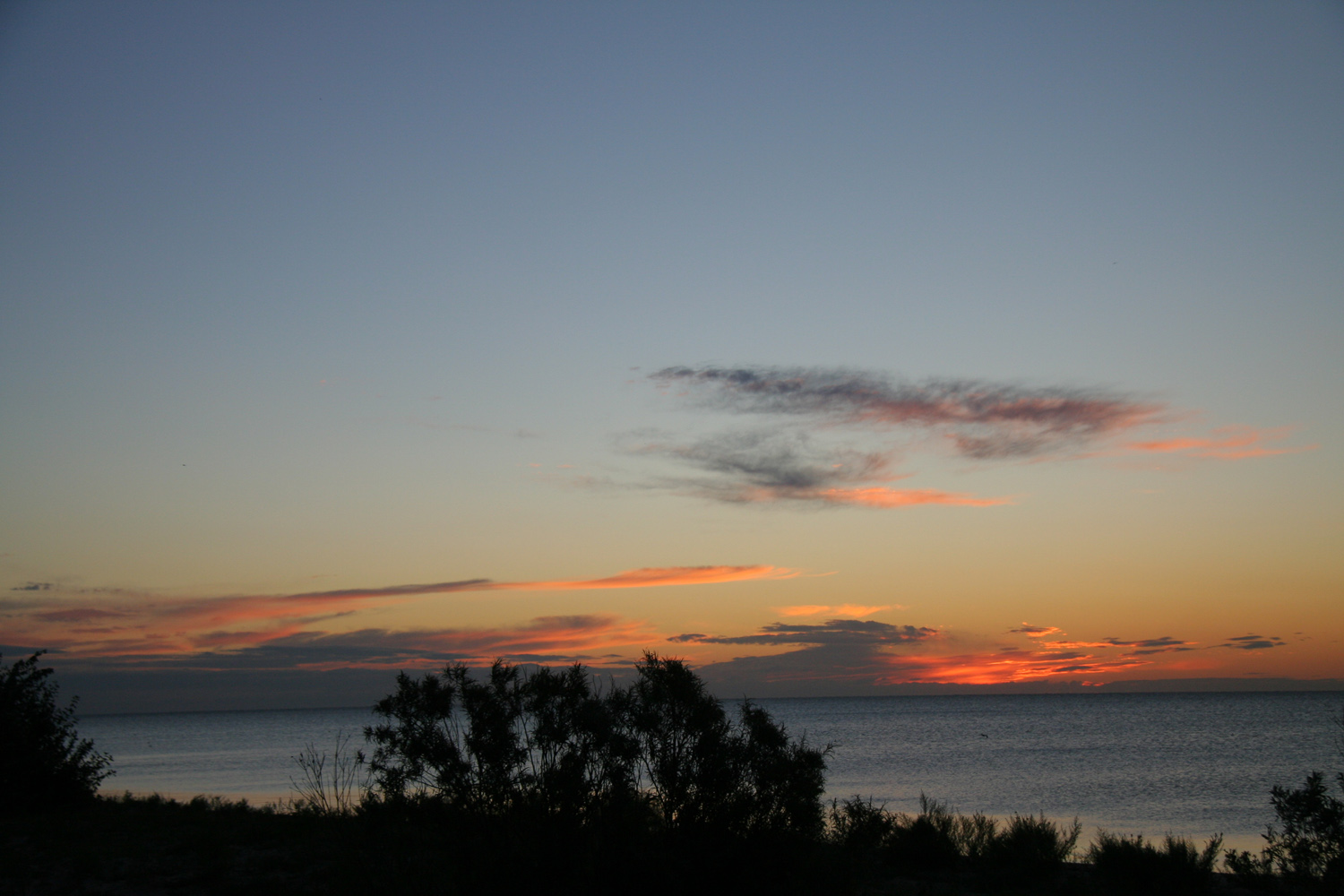
Coucher de soleil sur le Khanka.
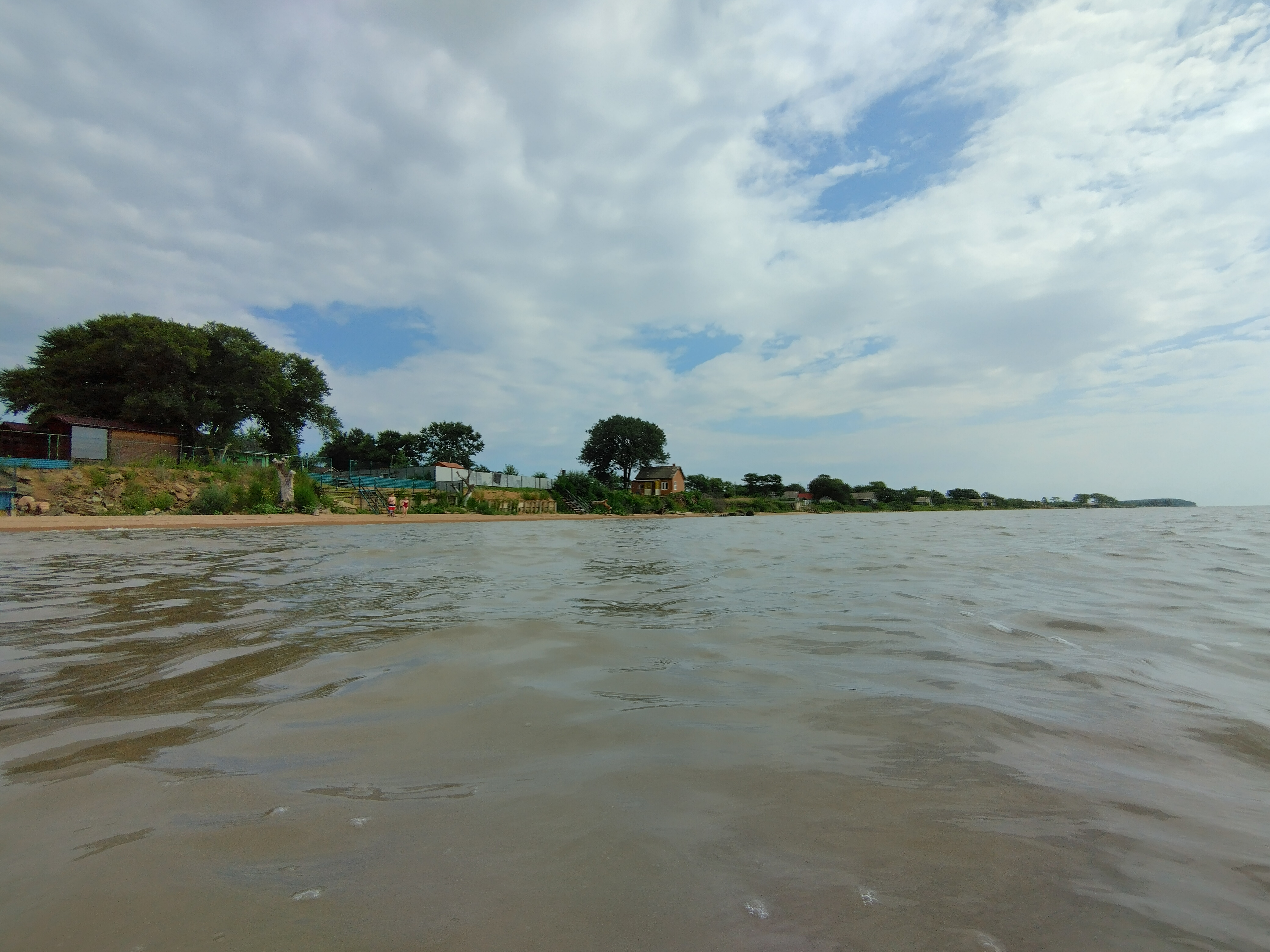
Une rive du lac.
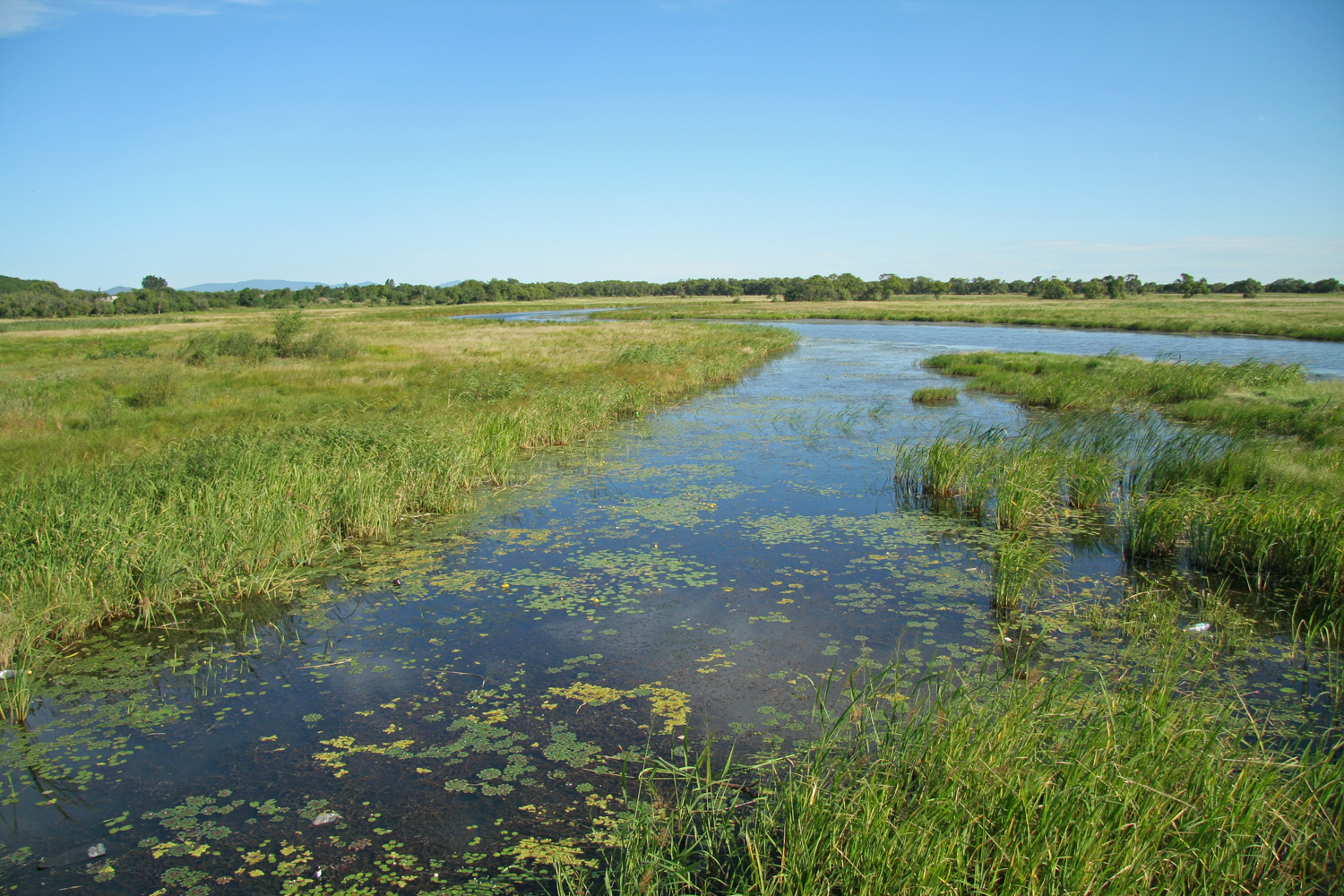
Marécage de la réserve naturelle du Khanka.

### Relief
Le point culminant du raïon est le Vinokourka avec 783 m d'altitude, situé à la frontière avec la Chine, tandis que le plus bas est le niveau du lac. Khanka (environ 68 m).

### Climat
Le climat est nettement continental, et de mousson. L'hiver est glacial, avec une température moyenne en janvier de −14 à −15 °C. L'été est chaud et humide avec une température moyenne en juillet de +21 à +22 °C.

## Histoire
Le raïon du Khanka a été créé le 4 janvier 1926 par décret du Comité exécutif central panrusse.

## Démographie
Concernant les ethnies, la population russe prédomine, suivie par les Ukrainiens et les Biélorusses, avec aussi d'autres ethnies.
Recensements (*) ou estimations de la population,:
| 1926*  | 1929   | 1931   | 1933   | 1939*  | 1959*  |
| ------ | ------ | ------ | ------ | ------ | ------ |
| 25 493 | 30 378 | 36 800 | 40 000 | 18 407 | 23 566 |

| 1970*  | 1979*  | 1989*  | 2002*  | 2010*  | 2012   |
| ------ | ------ | ------ | ------ | ------ | ------ |
| 28 835 | 29 452 | 31 122 | 28 939 | 24 666 | 24 009 |

| 2013   | 2014   | 2015   | 2016   | 2017   | 2018   |
| ------ | ------ | ------ | ------ | ------ | ------ |
| 23 686 | 23 287 | 22 992 | 22 563 | 22 288 | 22 047 |

| 2019   | 2020   | 2021*  | 2022   | 2023   | - |
| ------ | ------ | ------ | ------ | ------ | - |
| 21 637 | 21 335 | 18 027 | 17 880 | 17 419 | - |

## Localités
Le raïon du Khanka comptait au 29 juin 2023 11 localités. La localité la plus peuplée était Kamen-Rybolov avec 8 723 habitants au recensement de 2021.
| Liste des localités | Liste des localités      | Liste des localités | Liste des localités         | Liste des localités         |
| N°                  | Localité                 | Statut              | Population Recensement 2010 | Population Recensement 2021 |
| ------------------- | ------------------------ | ------------------- | --------------------------- | --------------------------- |
| 1                   | Alekseïevka              | village             | 213                         |                             |
| 2                   | Astrakhanka              | village             | 2530                        | 1 980                       |
| 3                   | Vladimiro-Petrovka       | village             | 1179                        |                             |
| 4                   | Dvorianka                | village             | 116                         |                             |
| 5                   | Ilinka                   | gare ferroviaire    | 11                          |                             |
| 6                   | Ilinka                   | village             | 1455                        | 1 359                       |
| 7                   | Kamen-Rybolov            | gare ferroviaire    | 666                         |                             |
| 8                   | Kamen-Rybolov            | village             | 10 909                      | 8 723                       |
| 9                   | Kirovka                  | village             | 123                         |                             |
| 10                  | Komissarovo              | village             | 663                         |                             |
| 11                  | Loubline                 | village             | 223                         |                             |
| 12                  | Maïskoïe                 | village             | 562                         |                             |
| 13                  | Melgounovka              | village             | 790                         |                             |
| 14                  | Morozovka                | gare ferroviaire    | 6                           |                             |
| 15                  | Novokatchalinsk          | village             | 1012                        |                             |
| 16                  | Novonikolaïevka          | village             | 233                         |                             |
| 17                  | Novosselichtche          | village             | 792                         |                             |
| 18                  | Oktiabrskoïe             | village             | 537                         |                             |
| 19                  | Parkhomenko              | village             | 187                         |                             |
| 20                  | Pervomaïskoïe            | village             | 596                         |                             |
| 21                  | Platono-Aleksandrovskoïe | village             | 269                         |                             |
| 22                  | Rasskazovo               | village             | 109                         |                             |
| 23                  | Troïtskoïe               | village             | 990                         |                             |
| 24                  | Touri Rog                | village             | 472                         |                             |
| 25                  | Oudiabrnoïe              | village             | 23                          |                             |

## Économie et transports
Le raïon du Khanka est l'une des grandes régions agricoles du Primorié. L'agriculture du raïon est favorisée par des conditions naturelles, climatiques, et par un relief bons. Cela permet l'élevage et la culture de légumes, de pommes de terre, de maïs, de soja, et du riz.
Des routes et chemins de fer traversent le raïon.